# Вікові дубові насадження (заповідне урочище, Острозька громада)
Вікові́ дубо́ві наса́дження — колишній об'єкт природно-заповідного фонду Рівненської області, заповідне урочище. Розташовуване в Острозькому районі, на землях Острозького держлісгоспу (Новомалинське л-во, кв. 43, вид. 2; кв. 60, вид. 6, 7, 9). 
Площа — 60,4 га. Утворено 1993 року.
Об'єкт скорочено на 12 га (квартал 61, виділ 16) рішенням Рівненської обласної ради № 322 від 5 березня 2004 року «Про розширення та впорядкування мережі природно-заповідного фонду області».. Зазначена причина скасування — усихання деревостану.